# جيمي فيليبس (لاعب كرة قدم)
جيمي فيليبس (بالإنجليزية: Jimmy Phillips)‏ (20 سبتمبر 1989 بستوك أون ترينت في المملكة المتحدة - ) هو لاعب كرة قدم بريطاني في مركز الوسط. لعب مع ستوك سيتي وماكليسفيلد تاون ونادي بيرتن ألبيون وستافورد رينجرز وAlfreton Town F.C. ‏ ونادي غيتزهد ونادي ألترينتشام.

## وصلات خارجية
- جيمي فيليبس على موقع قاعدة بيانات كرة القدم.إي يو (الإنجليزية)
- جيمي فيليبس على موقع Soccerbase.com (لاعب) (الإنجليزية)